# Onni Valakari
Onni Valakari (ur. 18 sierpnia 1999 w Motherwell) – fiński piłkarz występujący na pozycji pomocnika w cypryjskim klubie Pafos oraz w reprezentacji Finlandii. Wychowanek KäPa, w trakcie swojej kariery grał także w takich zespołach jak SJK, TPS, SalPa oraz Tromsø. Syn 31-krotnego reprezentanta Finlandii, Simo Valakariego.